# سیاهرگ جانبی سینه
سیاهرگ جانبی سینه (به انگلیسی: Lateral thoracic vein)، (بعضاً به آن «سیاهرگ طولانی قفسه سینه» گفته می‌شود) شاخه ای از سیاهرگ زیربغلی است. توسط سرخرگ سینه‌ای بیرونی جاری می‌شود و ماهیچه دندانه‌ای پیشین و ماهیچه سینه‌ای بزرگ را تخلیه می‌کند.
به‌طور معمول، سیاهرگ توراکو اپیگاستریک بین این ورید و سیاهرگ سطحی اپی‌گاستر وجود دارد تا در صورت بروز فشار خون یا انسداد در سیستم پورتال (از طریق کبد) به عنوان یک شانت برای خون عمل کند.